# Fausto Carpani
Fausto Carpani (Budrio, 9 giugno 1946) è un cantautore dialettale italiano.

## Biografia
Fausto Carpani è nato a Budrio, in provincia di Bologna, nel 1946. La sua famiglia si trasferisce a Bologna in una casa vicino ai Prati di Caprara quando aveva sei anni. I suoi quattro nonni sono nati a Lizzano in Belvedere, Minerbio, Imola e Monte delle Formiche. Le diverse ascendenze sono state spesso rivendicate da Carpani, che pure canta in dialetto bolognese cittadino, imparato durante l'infanzia trascorsa nel capoluogo emiliano.
Conseguito il diploma magistrale, esercitò diversi mestieri fino a che fu assunto dalle Poste italiane, inizialmente come portalettere e poi come impiegato, dove rimase fino al pensionamento. Del periodo precedente quello postale gli rimane in particolare la lavorazione del legno.
Dopo aver impiegato il suo tempo libero in attività di direzione e coordinamento di associazioni giovanili sportive e ricreative, a 42 anni è divenuto autore di canzoni e cantante, soprattutto in dialetto bolognese. 

### L'attività artistica
L'attività di cantautore dialettale iniziò nel 1988, quando Carpani, insieme all'amico Geppo Pulga, si presentò alla seconda edizione del Festival della Canzone Dialettale Bolognese, organizzato per la prima volta nel 1987 dal Comune di Bologna. I due risultarono vincitori della seconda edizione con la canzone a due voci Lucàtt blûṡ (Il blues del lucchetto), ex aequo con la canzone L'Aventûra (L'avventura) di Cesare Malservisi, altro cantautore bolognese scoperto dal Festival.
Carpani partecipò al Festival anche alla terza e ultima edizione, tenutasi nel 1989, e tornò a vincere con Prè ed Cavrèra. Nel luglio del 2009 il Comune di Budrio lo ha insignito del “Premio Città di Budrio”, che racconta la sua infanzia ai Prati di Caprara e si può considerare la sua canzone più nota.
Cominciò allora ad ampliare il repertorio con diverse canzoni in dialetto bolognese di vario tema, principalmente riguardante la vita personale, personaggi noti o esemplari di Bologna e la vita e la storia della città. Su quest'ultimo argomento ha anche composto una serie di testi, fra i pochi in italiano, che compongono lo spettacolo "Quanto i portici erano di legno".
Poco dopo il Festival oltre al repertorio aumentò la sua notorietà, così che cominciò a cantare in ogni tipo di evento, dal teatro importante alle feste parrocchiali o di partito, dalle sagre paesane ai centri culturali di Bologna e provincia, con una media di almeno 120 serate annue. 
Dopo una prima fase in cui era accompagnato dal pianista Annibale Modoni, fra il 1989 e il 2003 Carpani associò il suo nome a quello di Stefano Zuffi, musicista e polistrumentista scomparso nel 2012. Insieme hanno anche portato all'estero la tradizione musicale emiliana e il dialetto bolognese, con concerti in Uruguay, Brasile, Argentina, Stati Uniti d'America, Canada, Gran Bretagna, Francia e Romania. In seguito si è esibito col chitarrista Antonio Stragapede, il virtuoso del mandolino Enzo Ventura detto Sisén e i musicisti filuzziani Ruggero Passarini e Marco Marcheselli (figlio di Leonildo Marcheselli), in una serie di spettacoli intitolata "Carpàn e i sû amîg" (Carpani e amici) cui partecipava anche Luigi Lepri, cultore e studioso del dialetto, che leggeva componimenti propri e di altri autori bolognesi.
Successivamente si presenta con il Gruppo Emiliano, insieme di quattro musicisti e studiosi della tradizione musicale bolognese, ancora in compagnia di Luigi Lepri.

### L'attività a favore della cultura bolognese
Nel 2001 fondò un giornalino mensile scritto completamente in dialetto bolognese e intitolato Al Pånt dla Biånnda (Il Ponte della Bionda), inizialmente inviato per posta e poi per posta elettronica, ora scaricabile anche da Internet e divenuto nel frattempo il bollettino dell'Associazione culturale "Il Ponte della Bionda": fra il 2004 e il 2005 era infatti riuscito ad ottenere dalla Fondazione del Monte di Bologna e Ravenna il restauro del Ponte Nuovo sul canale Navile, unico esempio di ponte a schiena d'asino in provincia di Bologna, che rischiava di crollare. In seguito si organizzò con altri volontari per prendersi cura dell'area circostante il ponte, che negli anni era diventata una discarica abusiva. Questo gruppo si è in seguito trasformato nell'Associazione culturale, che fra l'altro realizza eventi musicali e rassegne estive in quello che è divenuto un giardino ribattezzato "Arena del Navile".
In seno all'Associazione è attiva la Compagnia teatrale "Ponte della Bionda" che ha prodotto quattro commedie, le ultime delle quali scritte con Roberta Nanni, i cui temi rappresentano una novità per il teatro dialettale bolognese in genere fedele ai vecchi testi di Alfredo Testoni: anziché le solite commedie degli equivoci, la compagnia presenta infatti copioni riguardanti la realtà contemporanea o un passato recentissimo.
Dalla collaborazione di Giorgio Comaschi con l'Associazione "Ponte della Bionda", nel 2011 e 2012 sono nati i "sopralluoghi" e le "passeggiate" in luoghi e monumenti di Bologna (Giardini Margherita - monastero di San Michele in Bosco e Istituto Rizzoli - Basilica di San Petronio - Musei Universitari).
Inoltre, Carpani ha pubblicato diversi libri: dalla riedizione dei testi dialettali di Carlo Musi a una raccolta di racconti brevi intitolata Al sgnèr Pirén 2000 (Disavventure tragicomiche di un omarino del terzo millennio liberamente ispirate al Sgnèr Pirén di Antonio Fiacchi). Lo stile umoristico della raccolta fa leva soprattutto su una miscela di bolognese, italiano e interferenze fra le due lingue, secondo la ricetta di Fiacchi ma con un ritmo narrativo più moderno.
Dal 2002, anno della sua fondazione, partecipa al Corso di Bolognese organizzato dapprima al Teatro Alemanni da Aldo Jani, Roberto Serra e Daniele Vitali, e ospitato ora proprio al Ponte della Bionda. Nello stesso anno vince il primo premio al Concorso Nazionale Cantastorie "Giovanna Daffini" di Motteggiana.
Nell'ottobre del 2007 il Comune di Bologna gli ha conferito il riconoscimento “Nettuno d'oro”.
Nel 2018 ha interpretato il ruolo del medico legale Baldini in un episodio della serie TV L'ispettore Coliandro, diretta dai Manetti Bros., interamente ambientata a Bologna e dintorni.

## Il repertorio
Nella sua attività di cantautore bolognese, Carpani ha prodotto oltre 90 canzoni, edite prima in musicassette e poi in CD. La più nota è Prè ed Cavrèra, premiata dal Festival della Canzone Bolognese. Altri titoli noti sono i seguenti:
- In vatta ai cópp (Sui tetti)
- Äl canpèn ed San Pîr (Le Campane di San Pietro)
- Piazôla (Piazzola)
- L Umarén con la bèrba e al capèl (L'omino con barba e il cappello, a Padre Marella)
- Semâfor råss (Semaforo rosso)
- Canèl (Canali)
- L'inserenèta dal bióic (La serenata del bifolco)
- Vén pió avṡén (Vieni più vicino)
- Al curtîl (Il cortile)
- Zéncu'e mèz (Cinque e mezzo)
- Al pustén dla Bevrèra (Il postino della Beverara)
- Arcôrd dal mî pajaiṡ (Ricordo del mio paese)
- Canta demenzièl (Canta demenziale)
- Al Rà dla Filuzzi (Il re della Filuzzi, a Leonildo Marcheselli)
- Biziclatta (Bicicletta)
- Buenos Aires
- Batéssta al ciapinéssta (Battista il bricoleur)
- Osvaldo M. (sui senza fissa dimora)
- I brótt amrûṡ (I fidanzati brutti)
- Al poêta e la chitâra (Il poeta e la chitarra, a Quinto Ferrari)